# Walter Hilfiker
Walter Hilfiker (* 28. August 1897 in Safenwil; † 4. Januar 1945 in Frenkendorf) war ein Schweizer Politiker (SP).

## Leben
Hilfiker absolvierte in Aarau die Kantonsschule und anschliessend eine kaufmännische Ausbildung. Er war Kaufmann in Olten. Ab 1930 wohnte er in Frenkendorf.
Von 1920 bis 1931 war Hilfiker Baselbieter SP-Landrat; 1930/1931 Landratspräsident. Ab 1931 bis 1945 war er als Regierungsrat und von 1943 bis 1945 als Nationalrat tätig. Im Jahr 1936 war er Präsident der Schweizerischen Erziehungsdirektorenkonferenz und von 1943 bis 1945 Parteipräsident der SP Basel-Landschaft.
Als Erziehungsdirektor war Hilfiker unter anderem für die Arbeitslosenfürsorge und die Arbeitsbeschaffungsaktionen in den Krisenjahren zuständig. Er engagierte sich besonders in den Bereichen Berufsschulung und -beratung.